# Октябрь (Новоазовский район)
Октябрь (укр. Октябр) / Верхнешироковское (укр. Верхньошироківське) — село на Украине, находится в Новоазовском районе Донецкой области. Находится под контролем самопровозглашённой Донецкой Народной Республики.

## География
К западу от населённого пункта проходит линия разграничения сил в Донбассе (см. Второе минское соглашение).

### Соседние населённые пункты по странам света

#### Под контролем ВСУ
СЗ: Павлополь (под контролем правительственных войск)
З: Пищевик (под контролем правительственных войск)
ЮЗ: Гнутово (под контролем правительственных войск)

#### Под контролем ДНР
ЮЮЗ: Коминтерново (в «буферной зоне»)
Ю: Заиченко
В: Куликово, Красноармейское, Казацкое
СВ: Приморское, Шевченко, Сосновское, Украинское
С: Набережное

## История
В 1945 г. постановлением Сталинского облисполкома хутор Вальдгейм Красноармейского сельсовета Буденновского района переименован в Свободный.
12 мая 2016 года Верховная Рада Украины присвоила селу название Верхнешироковское в рамках кампании по декоммунизации на Украине. Переименование не было признано властями самопровозглашенной ДНР.

## Население
Население по переписи 2001 года составляло 282 человека.

## Общие сведения
Код КОАТУУ — 1423683304. Почтовый индекс — 87612. Телефонный код — 6296.

## Адрес местного совета
87612, Донецкая область, Новоазовский район, с. Красноармейское, ул. Комсомольская, 17